# Real People
Real People är ett musikalbum av Chic som lanserades 1980 på Atlantic Records. Det var gruppens fjärde studioalbum. Nile Rodgers och Bernard Edwards stod för produktionen av albumet och skrev alla låtar. Samma år som albumet kom ut producerade duon även framgångsrika album av Sister Sledge och Diana Ross. Real People kom dock att bli en mindre framgång än gruppens tidigare album och nådde bara trettionde plats på Billboard 200-listan, att jämföra med deras två föregående studioalbum som nådde topp 10-placering. "Rebels Are We" och titelspåret "Real People" blev mindre hits. I Storbritannien nådde varken albumet eller dess singlar placering.

## Låtlista
1. "Open Up" - 3:52
2. "Real People" - 5:20
3. "I Loved You More" - 3:06
4. "I Got Protection" - 6:22
5. "Rebels Are We" - 4:53
6. "Chip Off the Old Block" - 4:56
7. "26" - 3:57
8. "You Can't Do It Alone" - 4:39

## Listplaceringar
- Billboard 200, USA: #30[1]
- VG-lista, Norge: #33[2]
- Topplistan, Sverige: #19[3]